# Верденска битка
Верденска битка је била најдужа и једна од најзначајнијих и најкрвавијих битака Првог светског рата на Западном фронту између Немачке и Француске. Одвијала се од 21. фебруара до 18. децембра 1916. у околини Вердена између Француске и Немачке војске. У бици је погинуло око 250.000 војника, а око 500.000 је рањено.

## Симболичка вредност Вердена
Играо је значајну улогу у одбрани подручја због стратешког положаја на реци Меза. Хунски вођа Атила никако није успео да заузме град. Приликом поделе Франачке 843. Верденским споразумом, Верден је постао део Светог римског царства. Вестфалским миром из 1648. Верден је припао Француској. Верден је играо значајну улогу током Француско-пруског рата 1870. Представљао је заштиту од немачких напада дуж источне границе Француске, па је између Вердена и Тула изграђена јака утврђена линија. Верден је штитио северни пролаз према низијама Шампање и на тај начин прилазе Паризу. Током 1914. Верден је одолевао немачким нападима. Утврђења су издржала нападе и најтеже артиљерије попут „Дебеле Берте“. Гарнизон се налазио у цитадели изграђеној у 17. веку. До краја 19. века изграђен је подземни комплекс, који је служио као радиона, арсенал, болница и касарна за војску.

## Позадина
Немци нису успели да победе брзо, одмах на почетку рата, како је било предвиђено Шлифеновим планом. Због тога се рат претворио у рововски рат, у коме ниједна страна није остваривала продоре. Током 1915. било је покушаја продора. Немци су покушали код Ипра у Другој бици код Ипра. Британци су покушали код Нев Шапел, а Французи у Шампањи. Сви ти покушаји су пропали, а завршили су огромним бројем жртава.
Немачки начелник генералштаба Ерих фон Фалкенхајн је веровао да се Французи могу победити ако им се нанесу страшно велики губици, иако није веровао да је продор могућ. Планирао је напад на позиције са којих се Французи нису могли повући и због стратешких разлога и због националног поноса. На тај начин је намеравао да наметне битку исцрпљења, битку до уништења. За ту сврху је одабран Верден, који је био стратешки веома важно место, јер је чувао пролаз према Паризу. У одабирању места напада Фалкенхајн је тражио место које је било повољно за Немце. Верден је био изолован са три стране. Везе Вердена са француском позадином су биле доста лоше. Немачка железница је била удаљена само 20 km, док су Французи морали допремати снабдевање једним путем. Фалкенхајн је очекивао да ће Французи фанатички улазити у смртну замку. Фалкенхајн је писао кајзеру да не намерава класичну војну победу, него планира Верден као средство за уништење француске армије. Ипак постоје поједини научници који сматрају да Фалкенхајн није замислио Верден као битку у којој ће масивним покољем исцрпити француску војску, него да је накнадним мемоарима оправдавао своје намере.

## Битка
Верден је био јако лоше брањен, јер је артиљерија била уклоњена са локалних тврђава, али добри обавештајни подаци и лоше време, које је одгодило немачки напад омогућили су Французима да допреме на брзину две дивизије у Верден.
Битка је почела 21. фебруара 1916. бомбардовањем које је трајало 9 сати. Испаљено је милион граната из 1.200 топова на 40 km дугом фронту. После тога је уследио напад 3 армијска корпуса (3., 7. и 18. немачки армијски корпус). Немци су користили по први пут бацаче пламена да би се очистили француски ровови. До 23. фебруара Немци су напредовали 5 km и заузели су Боа де Коре (Bois des Caures) и потиснули су Французе. Тек после тога је француска команда схватила озбиљност напада.
Друга линија одбране и 30. француски корпус су замало страдали 24. фебруара, али спасава их долазак 20. корпуса. Новопристигла војска је одмах убачена у борбу. То вече начелник француског генералштаба генерал де Кастелно саветовао је Жозефу Жофру да пошаље француску 2. армију под Петеновом командом на Верден. Немци су успели 25. фебруара да освоје кључно француско утврђење тврђаву Дуомон. Кастено је поставио генерала Филипа Петена за команданта Верденског подручја и наредио је француској 2. армији да се укључи у битку. Немачки напад је успорен у селу Дуомон одлучном одбраном француске 33. пешадијске регименте и великим падањем снега. То је дало Французима времена да допреме 23.000 тона муниције и да добију 90.000 нових војника на Верденском бојном пољу.
Као и у толико других офанзива на Западном фронту Немци су током напредовања изгубили артиљеријску заштиту. Пошто се бојно поље непрекидним бомбардовањем претворило у гомиле муља било је јако тешко покретати артиљерију. Напредак је осим тога Немце довео у домет француске артиљерије на западној обали Мезе. Свако ново напредовање немачке војске постајало је скупље, поготово што су јединице немачке 5. армије нападале у валовима према југу дуж источне обале реке. Били би покошени са бока Петеновим топовима са западне стране. Када су коначно заузели село Дуомон 2. марта 1916. потпуно су уништене 4 немачке регименте.
Пошто нису могли да напредују фронтално, Немци су покушали бочно. Напали су брдо Ле Мор Ом 6. марта и тврђаву Во 8. марта. За три месеца тешког ратовања Немци су заузели насеља Кумијер и Шатанкур западно од Вердена, а тврђава Во се предала 2. јуна 1916. Губици су били изузетно велики на обе стране. Петен је покушао да сачува своју војску остајући у одбрамбеној позицији, али он је смењен 1. маја и замењен Робером Нивелом, који је био више оријентисан на нападе. Немачки следећи циљ је био тврђава Сувиј. Немци су 22. јуна 1916. употребили бојни отров фозген, а следећи дан напали су са 60.000 војника, освајајући батерију у Тијомону и село Флери. Међутим нису успели да освоје тврђаву Сувиј.
Борбе око њега наставиле су се до 6. септембра. Почетак битке на Соми 1. јула 1916. присилио је Немце да повуку део артиљерије на Сому да би се супротставили англо-француској офанзиви на северу.
До јесени немачка војска је била исцрпљена, Ерих фон Фалкенхајн је смењен, а начелник генералштаба је постао Паул фон Хинденбург заједно са Ерихом Лудендорфом. Французи су започели контраофанзивом 21. октобра 1916. Тврђава Дуомон је гађана новим топовима од 400 mm, па су је Французи освојили 24. октобра. Немци су 2. новембра изгубили тврђаву Во и повлачили су се. Коначна француска офанзива започела је 11. децембра и одбацила је Немце на полазне положаје.

## Жртве
За Централне силе је било кључно да непријатељу нанесу много више губитака, него што непријатељ њима нанесе. У Верденској бици Француска је имала веће губитке, али није то било у размери 2:1 како су се Немци надали, иако је немачка армија била бројнија од француске у тој бици. Француски губици су били огромни. Француски маршал Петен је инсистирао на ротацији војске, која се бори код Вердена. Таквом ротацијом 70% француске армије имало је прилику да се упозна са ужасом Вердена.

## Значај
Верденска битка је позната као „Верденска млин за месо“ или као „Мезин млин“, а постала је симбол француске одлучности. Успеси система фиксног утврђивања довели су касније до усвајања Мажино линије као методе француске одбране између два светска рата.